# Ranunculus tuvinicus
Ranunculus tuvinicus är en ranunkelväxtart som beskrevs av Erst. Ranunculus tuvinicus ingår i släktet ranunkler, och familjen ranunkelväxter. Inga underarter finns listade i Catalogue of Life.